# Michael Kühnen
Michael Kühnen (Bonn, 21 de juny de 1955 - Kassel, 25 d'abril de 1991) va ser un activista polític alemany, líder del moviment neonazi alemany durant la dècada de 1970, 1980 i 1990. Va ser un dels primers alemanys després de la Segona Guerra Mundial que va abraçar obertament el nazisme i va demanar la formació d'un Quart Reich. Va promulgar una política de creació de diversos grups amb noms diferents en un esforç per confondre les autoritats alemanyes, que estaven intentant clausurar els grups neonazis. L'homosexualitat de Kühnen es va fer pública el 1986, i va morir de complicacions relacionades amb el VIH el 1991.

## Primers anys
Kühnen es va criar com un acèrrim catòlic, i va arribar a la política en la seva primera adolescència com a maoista. Quan va agafar feina a les drassanes d'Hamburg, Kühnen es va moure a l'extrema dreta, unint-se a les joventuts locals del Partit Nacional Democràtic d'Alemanya (NPD). No va romandre gaire a l'NPD, aviat va denunciar els membres del partit com "una multitud de porcs burgesos", i va abandonar el partit per unir-se al moviment neonazi.

## Dècada de 1970
Després de la seva sortida de l'NPD, Kühnen va estar un breu període a l'Exèrcit alemany, però va ser llicenciat amb deshonor el 1977 per intentar difondre propaganda nazi a la seva caserna. Durant aquest temps, va estudiar a la Universitat Helmut Schmidt (originalment coneguda com la Universitat de les Forces Armades Federals d'Hamburg), situada a Hamburg. Després d'aquesta expulsió, va fer els seus primers passos en l'organització d'un nou moviment, creant l'Aktionsfront Nationaler Sozialisten. Inicialment, l'organització estava formada només per Kühnen, però aviat va entrar en contacte amb persones afins a Alemanya Occidental, donant lloc a una xarxa nacional de cèl·lules. El grup aviat es va fer famós per les seves activitats violentes, que incloïen robatoris a bancs i atacs armats, sovint treballant conjuntament amb altres grups similars, com el Wiking-Jugend. Conegut com a líder del grup, Kühnen va ser arrestat el 1979 i condemnat a tres anys i mig de presó per incitar a la violència i l'odi racial. Alliberat el 1982, es va dedicar a intentar reorganitzar l'Aktionsfront Nationaler Sozialisten, fusionant-lo amb els Nationale Aktivisten de Thomas Brehl, però els intents es van veure obstaculitzats pel Ministeri Federal de l'Interior, que va il·legalitzar el grup el novembre de 1983.

## Dècada de 1980
Amb la prohibició de l'ANS/NA, Kühnen va dirigir la seva atenció al naixent Freiheitliche Deutsche Arbeiterpartei (FAP) i va animar els seus partidaris a infiltrar-se i fer-se càrrec del grup. L'oferta de Kühnen va tenir èxit, (en gran part a causa de la naturalesa bastant insignificant de la FAP abans de Kühnen), però, tanmateix, va trobar que el suport a la seva causa havia minvat durant el seu encarcerament anterior. Alguns creuen que això es va deure a l'allunyament del nazisme ortodox a l'strasserisme a la clandestinitat alemanya, deixant la posició de Kühnen una mica compromesa. Aleshores, Kühnen va començar a buscar inspiració en Ernst Röhm, i es va separar del suport total a Adolf Hitler; condemnant les purgues de Hitler contra la SA i demanant un retorn al nazisme anterior a 1934. Al costat de la infiltració, també va formar el seu propi grup successor, el Gesinnungsgemeinschaft der Neuen Front el 1984.
Degut als rumors que anava a ser arrestat, Kühnen va fugir a París a principis de 1984 i va buscar refugi amb el grup neonazi Fédération d'action nationale et européenne (FANE), amb el que prèviament havia establert contactes. Mentre treballava amb FANE, va visitar Espanya i es va reunir amb Léon Degrelle, establint relacions amb l'antic home de les Waffen-SS que s'havia convertit en un actor central de CEDADE. Kühnen va ser arrestat a París i extradit a Alemanya per ser jutjat per diversos càrrecs relacionats amb el neonazisme. Va ser condemnat a quatre anys més de presó.
El 1986, mentre estava a la presó, Kühnen va sortir de l'armari com a gai. En resposta a les crítiques del moviment neonazi, va argumentar que la seva manca de família significava que tenia més temps per dedicar a la militància, i va assenyalar que Ernst Röhm també era un nazi gai. Tanmateix, Kühnen va perdre molt de suport en l'escena neonazi fortament homòfoba. La FAP es va dividir, amb l'antic aliat de Kühnen Friedhelm Busse al capdavant de l'ala anti-gai més gran, que tenia el control efectiu del partit el 1989.
Kühnen va sortir de la presó el març de 1988, i gairebé immediatament, va crear un nou grup, Nationale Sammlung. Quan aquest grup va ser prohibit l'any següent, va promulgar una política de crear grup rere grup, en un esforç per confondre les autoritats.D'aquests moviments, Deutsche Alternative va ser el més conegut. Durant aquest període, es va revelar que Kühnen havia contret el VIH.

## Dècada de 1990
Novament implementant el seu enfocament d'acció directa, Kühnen va dirigir un grup de White power skinheads a Frankfurt an der Oder el 8 d'abril de 1991, per protestar contra l'obertura de la frontera polonesa. Malgrat la presència policial, Kühnen va liderar el grup llançant pedres i altres projectils als cotxes que travessava la frontera. L'incident de la frontera polonesa va ser l'última acció pública de Kühnen. Dins d'Alemanya, la seva mort va tenir un doble efecte sobre el neonazisme; va significar la pèrdua del seu líder més dinàmic, i va significar que les divisions que havia provocat quedarien en gran part enrere. El va succeir efectivament Christian Worch, el seu aliat més proper, a qui Kühnen havia nomenat per assumir el seu lideratge.
Kühnen va morir el 25 d'abril de 1991, de malalties relacionades amb la SIDA. Va ser incinerat al Kasseler Westfriedhof.